# Mario Tosti
Mario Tosti (Chiusi, 29 maggio 1953) è uno storico italiano.

## Attività professionale
È professore ordinario di Storia moderna presso l'Università degli Studi di Perugia. Dal 2000 al 2013 è stato docente di Storia della Chiesa Moderna e Contemporanea presso l'Istituto Teologico di Assisi, aggregato alla Facoltà di Teologia della Pontificia Università Lateranense.
Con decreto del Ministro per i Beni Culturali e Ambientali del 29 dicembre 1993, è stato nominato Ispettore Archivistico Onorario per l'Umbria.
Dal 2009 al 2013 ha collaborato con il quotidiano Il Corriere dell'Umbria per la quale cura la rubrica "La Clessidra". Per l'editore Nerbini è responsabile della Collana "Fonti e Studi per la Storia degli Antichi Stati Italiani-Stato Pontificio".
È stato membro del Consiglio Direttivo della Sisem. Dal 2001 è presidente dell'Istituto per la storia dell'Umbria contemporanea.

## Campi di ricerca
La sua ricerca è rivolta soprattutto alla storia politico-religiosa e culturale dell'età moderna e contemporanea, affrontando la relazione che intercorre tra la cultura e i processi di secolarizzazione della vita sociale e di laicizzazione dello Stato avviati dalla Rivoluzione Francese.
Pone la sua attenzione al rapporto della religione e della Chiesa cattolica con le trasformazioni in ambito politico e culturale prodotte dalla modernità e dai processi di secolarizzazione tra XVII e XIX secolo, ritenendo che la religione non debba essere intesa in senso negativo, antagonistico o passivo ma come mezzo, attraverso il quale, gli sviluppi del mondo moderno si sono adattati alle proprie specifiche finalità.
Interessandosi particolarmente alla cultura e sensibilità religiosa del Settecento, ha analizzato la complessità del fenomeno Giansenista, esaminandone la componente escatologica e l'incidenza delle idee nei progetti di riforma della Chiesa.
Ha affrontato inoltre, il tema della storia delle strutture sociali soffermandosi soprattutto sui lavoratori poveri delle campagne, sui modelli di comportamento e sulla mentalità attraverso studi più direttamente ascrivibili alla storia del XIX secolo.
In collaborazione con l'Università degli Studi di Perugia ha approfondito anche il tema dell'attività missionaria svolta, tra Cinquecento e Novecento, dai Francescani, in particolare dai Minori Cappuccini, in Europa e negli altri continenti, attraverso un approccio fortemente interculturale e prestando attenzione ad alcuni nodi tematici, quali l'immagine del missionario e del suo apostolato e la concezione della lotta contro il Protestantesimo e le altre religioni.

## Saggi pubblicati
- Lo sguardo dello storico. Società, cultura e religione nell'Umbria, Editoriale umbra, 2015
- Tosti Mario; Maranesi Pietro; Segoloni Ruta Simona,Veluti sacramentum. La chiesa e il mondo contemporaneo nelle novità del Vaticano II, Cittadella, 2014
- A igreja sobre o rio. A missao dos Capuchinhos da Umbria no Amazonas. vol. 28, Manaus: Cultura Edicoes Governo do Estado, 2012.
- La chiesa sul fiume. La missione dei cappuccini dell'Umbria in Amazzonia, Ist. Storico dei Cappuccini, 2010
- Una costituzione per la Chiesa. La proposta di un Concilio ecumenico negli anni della Rivoluzione francese - Tosti Mario	Una costituzione per la Chiesa. La proposta di un Concilio ecumenico negli anni della Rivoluzione francese, Nerbini, 2006
- Tosti Mario; Sensi Mario; Fratini Corrado, Santuari nel territorio della provincia di Perugia, Quattroemme, 2002
- Associazionismo cattolico e civiltà contadina in Umbria. Dall'unità alla prima guerra mondiale, Studium, 1996
- Le banche dei poveri.Carità, mutualità e piccolo credito nelle campagne umbre dall'antico regime all'età liberale, Edizioni dell'Ateneo, 1990

### Contributo in volume (Capitolo o Saggio)
- Vescovi e clero. In: Tosti Mario, "Storia dell'Umbria dall'Unità a oggi.Poteri, istituzioni e società". pp. 79-133, Venezia, Marsilio Editori.
- Force of Arms, Force of Opinions: Counterrevolution in the Papal States, (1790-1799), In: Edited by Pierre Serna, Antonino De Francesco, Judith A.Miller. Republics at War, 1776-1840.Revolutions, Conflicts, and Geopolitics in Europe and the Atlantic World. p. 224-240, Palgrave Macmillan.
- Il consenso ostentato. La letteratura encomiastica e adulatoria negli Stati romani durante l'Impero. In: a cura di Marina Caffiero, Veronica Granata e Mario Tosti. L'Impero e l'organizzazione del consenso. La dominazione napoleonica negli Stati Romani, 1809-1814. p. 339-357, Soveria Mannelli (Catanzaro):Rubbettino Editore.
- . Santuari e dinamiche del sacro in Umbria dal Medioevo all'età contemporanea. In: a cura di Chiara Coletti, Mario Tosti. Santuari d'Italia. Umbria. pp.35-52, Roma, De Luca Editori d'Arte.
- Politica e religione nello Stato della Chiesa alla fine del Settecento. Storiografia e percorsi di ricerca. In: a cura di A.Giuffrida, F.D'Avenia, D.Palermo. Studi Storici dedicati a Orazio Cancila. vol.16/IV, p. 1127-1146, Palermo: Associazione Mediterranea.
- Storia e storie del Risorgimento in Umbria. In: a cura di Vittorio Angeletti. L'Umbria nella nuova Italia. Materiali di storia a centocinquant'anni dall'Unità. L'Umbria e il Risorgimento. Rassegna Bibliografica. p.XI-XL, Perugia: Deputazione di Storia Patria per l'Umbria.
- La fucina dell'antigiansenismo italiano. I gesuiti iberici espulsi e la tipografia di Ottavio Sgariglia di Assisi. In: Ugo Baldini - Gian Paolo Brizzi. La presenza in Italia dei gesuiti iberici espulsi. Aspetti religiosi, politici, culturali. p. 355-365, Bologna, CLUEB.